# Ginalloa flagellaris
Ginalloa flagellaris är en sandelträdsväxtart som beskrevs av B.A. Barlow. Ginalloa flagellaris ingår i släktet Ginalloa och familjen sandelträdsväxter. Inga underarter finns listade i Catalogue of Life.